# Andrey Santos
Andrey Nascimento dos Santos (Rio de Janeiro, 3 mei 2004) is een Braziliaans voetballer die doorgaans speelt als middenvelder. In januari 2023 verruilde hij Vasco da Gama voor Chelsea. Santos maakte in 2023 zijn debuut in het Braziliaans voetbalelftal.

## Clubcarrière
Santos speelde vanaf zijn zevende in de jeugdopleiding van Vasco da Gama. Bij deze club maakte hij ook zijn debuut, toen op 7 maart 2021 met 1–0 verloren werd van Volta Redonda in het Campeonato Carioca. Hier mocht hij van coach Marcelo Cabo vijf minuten voor tijd invallen voor Matías Galarza. Zijn eerste professionele doelpunt maakte Santos op 8 juni 2022, in de Série B tegen Clube Náutico. Twee minuten voor rust tekende hij voor het tweede doelpunt van zijn team en uiteindelijk wist Vasco da Gama dit duel met 2–3 te winnen. In september 2022 werd de verbintenis van de middenvelder opengebroken en verlengd tot medio 2027.
In januari 2023 maakte Santos voor een bedrag van circa twaalfenhalf miljoen euro de overstap naar Chelsea. Twee maanden na zijn aankoop besloot Chelsea hem te verhuren aan zijn oude club Vasco da Gama. Aan het begin van het seizoen 2023/24 nam Nottingham Forest hem op huurbasis over. Tijdens de eerste seizoenshelft speelde hij één competitiewedstrijd, waarna Chelsea hem terughaalde in de winterstop.
Een kleine maand later huurde RC Strasbourg de Braziliaan tot het einde van het seizoen. Deze verhuurperiode werd in augustus 2024 met een jaar verlengd. Tijdens het seizoen 2024/25 was Santos goed voor tien doelpunten in tweeëndertig competitiewedstrijden bij Strasbourg.

## Clubstatistieken
| Seizoen | Club                | Competitie     | Competitie | Competitie | Beker | Beker | Internationaal | Internationaal | Totaal | Totaal |
| Seizoen | Club                | Competitie     | Wed.       | Dlp.       | Wed.  | Dlp.  | Wed.           | Dlp.           | Wed.   | Dlp.   |
| ------- | ------------------- | -------------- | ---------- | ---------- | ----- | ----- | -------------- | -------------- | ------ | ------ |
| 2021    | Vasco da Gama       | Série B        | 2          | 0          | 0     | 0     | —              | —              | 2      | 0      |
| 2022    | Vasco da Gama       | Série B        | 35         | 8          | 3     | 0     | —              | —              | 38     | 8      |
| 2022/23 | Chelsea             | Premier League | 0          | 0          | 0     | 0     | 0              | 0              | 0      | 0      |
| 2023    | → Vasco da Gama     | Série A        | 10         | 1          | 1     | 0     | —              | —              | 11     | 1      |
| 2023/24 | → Nottingham Forest | Premier League | 1          | 0          | 1     | 0     | —              | —              | 2      | 0      |
| 2023/24 | → RC Strasbourg     | Ligue 1        | 11         | 1          | 0     | 0     | —              | —              | 11     | 1      |
| 2024/25 | → RC Strasbourg     | Ligue 1        | 32         | 10         | 2     | 1     | —              | —              | 34     | 11     |
| Totaal  | Totaal              | Totaal         | 91         | 20         | 7     | 1     | 0              | 0              | 98     | 21     |

Bijgewerkt op 16 juni 2025.

## Interlandcarrière
Santos maakte zijn debuut in het nationale voetbalelftal van Brazilië –15 tijdens het Zuid-Amerikaans kampioenschap voetbal –15 in 2019. Later kwam hij ook uit voor Brazilië –20. Zijn debuut in het Braziliaans voetbalelftal was op 25 maart 2023, toen met 2–1 verloren werd van Marokko door een doelpunt van Casemiro en tegentreffers van Sofiane Boufal en Abdelhamid Sabiri. Santos mocht van bondscoach Ramon Menezes in de basis beginnen en hij werd twintig minuten na rust gewisseld. De andere Braziliaanse debutanten dit duel waren Ronielson da Silva Barbosa, Raphael Veiga (beiden Palmeiras), Vitor Roque (Athletico Paranaense), Yuri Alberto (Corinthians) en Arthur (América Mineiro).
| Interlands van Andrey Santos voor Brazilië | Interlands van Andrey Santos voor Brazilië | Interlands van Andrey Santos voor Brazilië | Interlands van Andrey Santos voor Brazilië | Interlands van Andrey Santos voor Brazilië | Interlands van Andrey Santos voor Brazilië | Interlands van Andrey Santos voor Brazilië |
| №                                          | Datum                                      | Wedstrijd                                  | Uitslag                                    | Competitie                                 | Goals                                      |                                            |
| Als speler bij Vasco da Gama               | Als speler bij Vasco da Gama               | Als speler bij Vasco da Gama               | Als speler bij Vasco da Gama               | Als speler bij Vasco da Gama               | Als speler bij Vasco da Gama               | Als speler bij Vasco da Gama               |
| ------------------------------------------ | ------------------------------------------ | ------------------------------------------ | ------------------------------------------ | ------------------------------------------ | ------------------------------------------ | ------------------------------------------ |
| 1                                          | 25 maart 2023                              | Marokko – Brazilië                         | 2 – 1                                      | Vriendschappelijk                          |                                            |                                            |
| Als speler bij RC Strasbourg               |                                            |                                            |                                            |                                            |                                            |                                            |
| 2                                          | 5 juni 2025                                | Ecuador – Brazilië                         | 0 – 0                                      | WK 2026 kwalificatie                       |                                            |                                            |

Bijgewerkt op 16 juni 2025.